# Heuloërbroek
Het Heuloërbroek is een natuurgebied dat zich bevindt in de Maasvallei ten oosten van Aijen.
Het gebied is deels in handen van Het Limburgs Landschap en deels in handen van Staatsbosbeheer.
Het is een afwisselend gebied met graslanden, elzenbroekbossen, wilgenstruweel en drogere bossen. Oude perceelscheidingen, in de vorm van houtwallen, zijn nog aanwezig. Aan de zuidrand ligt een rivierduin. Hier vindt men eiken, grove dennen, korstmosbegroeiing en jeneverbes. Het is een broedgebied van havik en buizerd. Er is een klein stuk stuifzand aanwezig.
In de houtwallen broeden boompieper en geelgors.